# Pseudoneureclipsis yuwadee
Pseudoneureclipsis yuwadee är en nattsländeart som beskrevs av Chantaramongkol och Malicky 1986. Pseudoneureclipsis yuwadee ingår i släktet Pseudoneureclipsis och familjen fångstnätnattsländor. Inga underarter finns listade i Catalogue of Life.